# Carol Potter
Carol Potter (født 21. maj 1948) er en amerikansk skuespillerinde, som er bedst kendt for sin rolle som Cindy Walsh i tv-serien Beverly Hills 90210. Hun har også medvirket i serier som NYPD Blue, JAG, Crossing Jordan og Providence.

## Biografi
Potter gik i high school i Tenafly, New Jersey.. Efter high school gik hun på Harvard Universitet hvor hun en hvor hun fik en Bachelor of Arts i sociale relationer. 
I 1977 gjorde hun sin Broadway debut i Albert Innauratos stykke Gemini , som er det stykke som har kørt femte længste tid i Broadway historien, som ikke var en musical.
I 1985 giftede hun sig med manuskriptforfatter Spencer Eastman, og deres søn Christopher blev født i 1987.  Tre måneder senere blev Eastman diagnosticeret med lungekræft, og han døde i 1988.